# 正しいバスの見分けかた
『正しいバスの見分けかた』（ただしいバスのみわけかた）は、2015年製作の日本の短編映画。
監督は高橋名月、主演は中条あやみ。中条のほか、岡山天音、萩原みのり、葉山奨之といった当時の若手俳優たちが出演。樋口幸之助監督の中編映画『なれない二人』（2018年製作）の同時上映作として2019年8月23日に劇場公開された。  
クラスでも目立たない存在の女子高生・鮫島と彼女にほのかな思いを寄せる藤田を中心に、ふたりを取り巻く友人たちとの関係が描かれる。           
第14回伊参スタジオ映画祭シナリオ大賞2014短編の部大賞を当時高校3年生だった高橋名月が最年少で受賞、第17回（2019年）中之島映画祭優秀賞、門真国際映画祭2019優秀作品賞、第9回（2019年）知多半島映画祭グランプリを受賞している。

## キャスト
- 鮫島 - 中条あやみ
- 藤田 - 岡山天音[2]
- 中島 - 萩原みのり[2]
- 細川 - 葉山奨之[2]

## スタッフ
- 監督・脚本 - 高橋名月
- プロデューサー - 平体雄二、瀬島翔
- 撮影 - 戸田義久
- 録音 - 近藤靖高
- ヘアメイク - 貴島タカヤ
- スタイリスト - 沖山紀
- 編集 - 田村友一
- 録音 - 古谷正志
- 効果 - 田中俊
- 選曲 - 田中俊
- 助監督 - 吉原通克
- 制作担当 - 谷村龍